# Bitwa pod Cheroneą (86 p.n.e.)
Bitwa pod Cheroneą – bitwa rozegrana w roku 86 p.n.e. między wojskami rzymskimi a armią pontyjską podczas pierwszej wojny Mitrydatesa z Rzymem pod Cheroneą w Beocji (Grecja).
Armią rzymską dowodził Sulla, wojskami grecko-pontyjskimi – Archelaos, brat króla Pontu Mitrydatesa VI Eupatora.
Wojska rzymskie liczyły 40 000 żołnierzy, grecko-pontyjskie natomiast aż 120 000 ludzi i 90 rydwanów bojowych. Armia pontyjska stanowiła typową dla ówczesnych armii państw Diadochów mozaikę elementów grecko-macedońskich i wschodnich.
Obok tradycyjnej macedońskiej falangi w skład wojsk pontyjskich wchodziły wozy z kosami oraz oddziały określane mianem mosiężnych tarcz.
Przed bitwą Sulla rozkazał zbudować palisadę z okopami na swych flankach, wedle jego planu prace przy fortyfikacjach miały odwrócić uwagę żołnierzy od przytłaczającej przewagi liczebnej wroga i dodatkowo wzbudzić zapał do walki. Jest to pierwszy w historii udokumentowany przypadek taktycznego użycia fortyfikacji polowych.
Bitwa rozpoczęła się od ataku jazdy greckiej na rzymskie fortyfikacje, które pomimo zaciętego oporu obrońców zostały przerwane i przeciwnik dostał się do wnętrza ugrupowania rzymskiego. Uformowanym w czworoboki legionom udało się odeprzeć to natarcie. Całkowitym fiaskiem zakończył się również atak pontyjskich wozów z kosami, wywołując śmiech i ironiczne brawa ze strony Rzymian. Przerażone konie, którym udało się umknąć spod rzymskich strzał i oszczepów, zawróciły i wpadły na własne oddziały, łamiąc ich szyk i siejąc popłoch. W tym momencie ruszyło przeciwnatarcie piechoty i jazdy rzymskiej, które przełamało szyki pontyjskiej falangi. 
Straty rzymskie są trudne do ustalenia. Sulla w swych pamiętnikach wymienia jedynie 14 zaginionych legionistów (z których 2 odnaleziono dnia następnego), zaś straty wroga ocenia na przeszło 100 tys. zabitych. Prawdziwość tych liczb, zwłaszcza jeśli chodzi o straty rzymskie, może budzić oczywiste wątpliwości, przyjmuje się jednak, iż rzymskie straty w bitwie były rzeczywiście znikome, zaś pontyjskie bardzo znaczne.
Przyczyn tak sromotnej klęski olbrzymiej pontyjskiej armii upatruje się głównie w jej słabej jakości i wyszkoleniu. Szczególnie falangiści pontyjscy byli źle przygotowani, wielu z nich zwerbowano naprędce spośród wyzwoleńców. Również sposób prowadzenia walki przez armię pontyjską, typowy dla armii państw Diadochów, był już w I wieku p.n.e. stosunkowo przestarzały. Po klęskach rozmaitych armii państw basenu Morza Śródziemnego bazujących na macedońskiej falandze zadanych im przez Rzym w II wieku p.n.e. (Pydna, Magnezja) wiele owych państw zaczęło rezygnować z tego typu formacji, starając się raczej wzorować na taktyce armii rzymskiej. Armia Mitrydatesa walczyła jednak bardzo tradycyjnie, łącząc, podobnie jak wcześniej armie Seleucydów czy Ptolemeuszy, wzorce macedońskie i wschodnie.
Nowoczesna, świeżo zreformowana przez Mariusza armia rzymska miała już wówczas od dawna ugruntowaną pozycję najlepszej armii basenu Morza Śródziemnego i choć siły, jakimi dysponował wówczas Sulla w Grecji, wydawać się mogą szczupłe wobec armii króla Pontu, składały się jednak z doskonale wyszkolonych i zaprawionych w bojach żołnierzy, co zrównoważyło przewagę liczebną wroga i przyniosło rzymskiej armii całkowite zwycięstwo.